# カルメル山の聖母教会 (ブロンクス区)
カルメル山の聖母教会（カルメルさんのせいぼきょうかい、英語: Church of Our Lady of Mount Carmel）は、アメリカ合衆国ニューヨーク州ニューヨーク市ブロンクス区フォーダムの、フォーダム大学から南へ3ブロック下がった、ベルモント・アベニュー (Belmont Avenue) と東187番街 (East 187th Street) 627番地の角に位置する、カトリック教会ニューヨーク大司教区傘下の教区教会。

## 教区の歴史
1892年の時点で、マンハッタン区の東115番街447番地 (447 E 115th Street) に、イタリア系の人々のための教区教会が存在していた。設立の背景は類似しているが、そちらの教区教会とは別個のものとして設立された教区教会である。「183番街 (183rd Street) とパラム・アベニュー (Pelham Avenue) の近隣に住むイタリア系の人々の要請に応え、聖フィリップネリ教会の神学博士ダニエル・バーク師 (Rev. Daniel Burke, D.D.) が、早くも1906年には、彼らのための宣教集会を始めた。」当初、集会に集うのは、150人ほどの人々だけであった。1909年9月には、支援者として神学博士フランシス・マグリオッコ師 (Rev. Francis Magliocco, D.D.) が任命され、1914年に報じられたところでは、1907年1月からカフッツィ神父 (Fr. Caffuzzi) が教会近くに住んでいた（ただし、教区司祭館にいたわけではない）。
1906年6月ころ、教区が設けられ、以前は商店であった建物が模様替えされてチャペルとされ、6月24日には、J・カフッツィ師が司祭代行に任じられた。この教会に集う会衆は、急速に数を増していった。1907年の末までに、会衆は1906年の150人から、1907年には大人1,134人、子ども150人となり、1914年には大人だけで2,500人という規模になった。1914年当時、日曜学校には、800人の子どもたちが出席していた。

## 建物
「...（1906年）の末には、バーク神父 (Father Burke) が $21,000 を投じて、187番街とベルモント・アベニューの交差点のところに7区画の土地を購入し、1907年6月29日には、当時のファーレー大司教（後の枢機卿）(Archbishop (later Cardinal) Farley) が、教会の隅石を置いた。」1907年12月25日には、750席の地下が開堂し、1912年12月8日には、$12,000 の費用を投じた上階の500席の教会が開堂した。1917年には、上階の教会が献堂された。教区司祭館の所在地は、627 East 187 St., Bronx NY 10458 である。

## 教区司祭
- 神学博士ダニエル・バーク師 (Rev. Daniel Burke, D.D.) - 聖フィリップネリ教会の司祭であったが、1906年はじめに宣教集会を開始[1]。
- J・カフッツィ師 (Rev. J. Caffuzzi) - 1906年から死去した1931年9月29日まで務めた初代司祭[5]。1909年以降は、神学博士フランシス・マグリオッコ師 (Rev. Francis Magliocco, D.D.) が支援した[1]
- ジョナサン・モリス師 (Rev. Jonathan Morris) - 2015年から2019年に在任。
- ホセ・フェリス・オルテガ・デ・ラ・フエンテ (Jose Felix Ortega de la Fuente) - 2021年から在任[6]。

## アワー・レディ・オブ・マウント・カーメル学校
アワー・レディ・オブ・マウント・カーメル学校 (Our Lady of Mount Carmel School) は、東189番街とバスゲイト・アベニュー (Bathgate Avenue) の角地、バスゲイト・アベニュー2465番地に位置しており、各学年25名から30名ほどの生徒を受け入れている。